# Брочинг

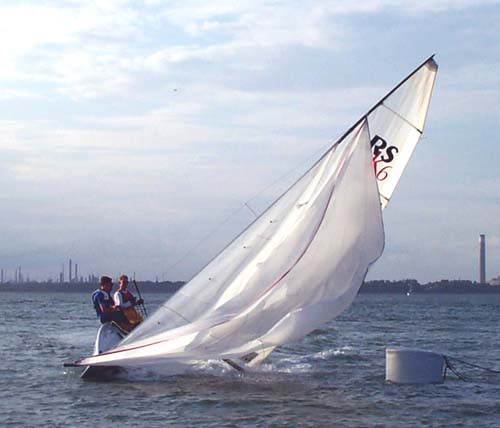
Яхта в состоянии брочинга при огибании знака гоночной дистанции

Бро́чинг (англ. broaching)— резкие повороты (броски) яхты в наветренную сторону, не поддающиеся управлению.
Движения яхты в противоположном относительно крена направлении, вызванные несимметричностью корпуса, обычно являются причиной брочинга, чаще всего это происходит на курсах фордевинд и бакштаг. Если силу, возникшую в результате этих факторов, не удаётся компенсировать воздействием руля, то яхта уходит в брочинг.
Очень часто брочинг происходит при несении геннакера или спинакера и большом дифференте на нос, из-за чего происходит прорыв воздуха под днище лодки в район пера руля и, как следствие, потеря управляемости.
Для того, чтобы избежать брочинга, нужно не допускать рысканья и стараться предотвратить колебания спинакера с борта на борт, при порывах ветра, отруливать в сторону крена. Нужно отметить,что при ветре с кормы, парус наполняется лучше, но нужно избегать фордевинда.
Если начался брочинг под ветер, нужно скомандовать "ГОЛОВЫ ВНИЗ!". Держите экипаж подальше от гика-шкота и погона. Если завал-таль не была установлена или оборвалась, гик резко перекинется на другой борт.